# Sachin (Staat)

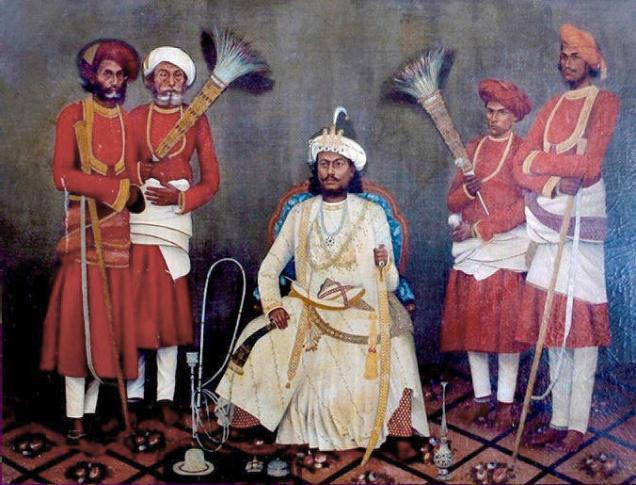
Nawab Ibrahim Mohammad Yakut Khan II (1833–1873)

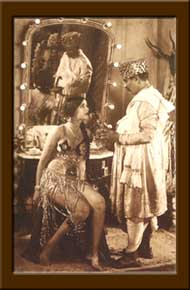
Zubeida (1911–1988), berühmte Schauspielerin und Tochter des Nawabs Ibrahim Mohammad Yakut Khan III.

Sachin (Gujarati સચીન રિયાસત; Urdu سچن ریاست) war ein kleiner Fürstenstaat Britisch-Indiens zwischen Surat und Navsari im heutigen Bundesstaat Gujarat. Seine Hauptstadt war der Ort Sachin. Dort residierte unter der Hoheit des Peshwa der Marathen die ältere Linie der muslimischen Nawabs von Janjira, welches 1791 ein eigenständiges Fürstentum wurde. Nach dem Sieg der Briten über die Marathen im dritten Marathenkrieg wurde Sachin britisches Protektorat (bis 1947); es stand 1835–1864 unter direkter britischer Verwaltung.
Das Fürstentum hatte 1931 eine Fläche von 127 km², die aus mehreren verstreut liegenden Dörfern bestand, und 22.000 Einwohner. Der Nawab vollzog am 3. März 1948 den Anschluss an Indien und Sachin wurde Teil des Bundesstaates Bombay. Seit 1960 gehört es zum Bundesstaat Gujarat.